# The Fat Boys
The Fat Boys é um trio de hip hop americano do Brooklyn, Nova York, que surgiu no início dos anos 1980.  O grupo foi originalmente conhecido como Disco 3.

## Membros
- Mark Morales a.k.a. "Prince Markie Dee"
- Damon Wimbley a.k.a. "Kool Rock-Ski"
- Darren Robinson a.k.a. "Buff Love" a.k.a. "The Human Beat Box" (10 de junho de 1967 – 10 de dezembro de 1995)

## Discografia

### Álbuns
| Título                 | Detalhes                                                                                              | Pico | Pico      | Certificações   |
| Título                 | Detalhes                                                                                              | US   | US R&B/HH | Certificações   |
| ---------------------- | --- | ---- | --------- | --------------- |
| Fat Boys               | - Lançamento: 29 de maio de 1984 - Gravadora: Sutra - Formato: CD, cassete, download digital, LP      | 48   | 6         | - RIAA: Ouro    |
| The Fat Boys Are Back  | - Lançamento: 1º de junho de 1985 - Gravadora: Sutra - Formato: CD, cassete, download digital, LP     | 65   | 11        | - RIAA: Ouro    |
| Big & Beautiful        | - Lançamento: 2 de maio de 1986 - Gravadora: Sutra - Formato: CD, cassete, download digital, LP       | 62   | 10        |                 |
| Crushin'               | - Lançamento: 14 de agosto de 1987 - Gravadora: Polydor - Formato: CD, cassete, download digital, LP  | 8    | 4         | - RIAA: Platina |
| Coming Back Hard Again | - Lançamento: 1º de julho de 1988 - Gravadora: Polydor - Formato: CD, cassete, download digital, LP   | 33   | 30        | - RIAA: Ouro    |
| On and On              | - Lançamento: Outubro de 1989 - Gravadora: Polydor - Formato: CD, cassete, download digital, LP       | 175  | 52        |                 |
| Mack Daddy             | - Lançamento: 28 de outubro de 1991 - Gravadora: Emperor - Formato: CD, cassete, download digital, LP | –    | 89        |                 |

## Filmografia
- 1985 – Knights of the City, AKA Cry of the City (New World)
- 1985 – Krush Groove (Warner Bros. Pictures)
- 1985 – comercial de TV dos relógios de pulso SWATCH (AKA "Swiss-Watch")
- 1986 – Miami Vice programa de TV, episódio "Florence Italy"
- 1986 – Fat Boys On Video: Brrr, Watch 'Em! (MCA Home Video)
- 1987 – Disorderlies (Warner Bros. Pictures)
- 1987 – Square One videoclipe "Burger Pattern" (Sesame Workshop)
- 1988 – Square One videoclipe "One Billion"
- 1988 – 3×3 (Tin Pan Alley/Polydor/PolyGram Music Video)
- 1988 – T. and T. programa de TV estrelando Mr. T, episódio "The Silver Angel"
- 1989 – Square One videoclipe "Working Backwards" (1989) (Sesame Workshop)
- 2010 – TV One - Unsung
- 2017 – Detroiters série de TV, episódio "Husky Boys"